# ステファン・ハッシク
ステファン・ハッシク（Štefan Haššík、1898年 - 1985年）は、スロバキアの軍人。

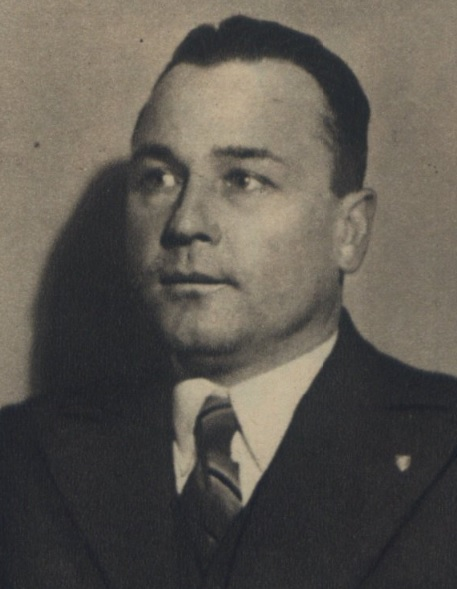
ステファン・ハッシク

第一次世界大戦に従軍。チェコスロバキア独立後、チェコスロバキア軍に勤務。
ドイツ軍によるチェコ占領後、スロバキア軍に入隊し、国防省の高官となった。1944年9月5日、フェルディナンド・チャトロシュ将軍が蜂起軍により捕まった後、国防相に任命された。スロバキア軍の大部分は、ドイツ軍により武装解除されるか、蜂起軍側に付き、ハッシクの元には1個歩兵連隊、1個高射砲連隊、1個砲兵中隊しか残らなかった。体制の支えとなったのは、ハッシクには従属しないグリンコフ親衛隊だった。1945年4月4日のスロバキア独立国崩壊まで国防相に留まった。